# Cupa Challenge 1897-1898

## Ediția I,1897-1898

### Echipele Participante
| Imperiul Austriei | Wiener Rasenspiel-Club Training Deutsch-Österreichischen Turnvereins* First Vienna FC 1894 Vienna Cricket and Football Club |

*Din 1898 Deutsch-Österreichischen Turnverein Wien va deveni Wiener FC 1898.

## Semifinale
| 14 noiembrie 1897 15:30 | Wiener Rasenspiel-Club | 0 – 5                | Wiener FC 1898 | Forstwiese, Prater, Viena |
| 14 noiembrie 1897 15:30 |                        | Sonnenschein Pollack |                | Forstwiese, Prater, Viena |

| 15 noiembrie 1897 15:30 | Vienna Cricket and Football Club | 3 – 2 | First Vienna FC 1894 | Jesuitenwiese, Prater, Viena |
| 15 noiembrie 1897 15:30 | Mollisch (ag) Gandon Nash        |       | Gindl Nicholson      | Jesuitenwiese, Prater, Viena |

## Finala
| 21 noiembrie 1897 15:30 | Vienna Cricket and Football Club | 7 – 0 | Wiener FC 1898 | Jesuitenwiese, Prater, Viena |
| 21 noiembrie 1897 15:30 | Blakely (pen) Gandon Nash Shire  |       |                | Jesuitenwiese, Prater, Viena |

- Vienna Cricket and Football Club
- Kutscher 
  - Franz Eigl,  Max Leuthe, Harry Lowe, George Blackey, John Gramlick
  - Rudolf Wagner, Edward Shires, Ernst C. Blyth, Alfred Windett, J. Redfern
  - H. W. Gandon, Dr. Menzies, Albert Siems

- Max Leuthe a evoluat sub pseudonimul Mac John.

| Cupa Challenge 1897-1898                        |
| ----------------------------------------------- |
| Vienna Cricket and Football Club (Primul Titlu) |